# Apartadó
Apartadó è un comune della Colombia facente parte del dipartimento di Antioquia.

## Storia
Il centro abitato venne fondato da Emito Saúl, Nicanor Sepúlveda e Medardo Moreno nel 1654, mentre l'istituzione del comune è del 1968.
Nel comune è attiva la Comunità di pace di San Josè de Apartadò  , conosciuta a livello internazionale , che si adopera per la tutela dei diritti civili dei numerosi contadini locali , nonostante la dura repressione delle Forze Armate e di gruppi paramilitari.